# Gabriel Torje
Gabriel Torje (Timişoara, Rumania, 22 de noviembre de 1989) es un futbolista profesional rumano que juega como extremo en el AFC Câmpulung Muscel de la Liga II.

## Trayectoria

### Poli Timişoara
Torje firmó en 2005 con el Politehnica Timişoara procedente del otro equipo de la ciudad, el CFR Timişoara. Debutó con el Poli Timişoara en un partido frente al FC Argeş y marcó su primer gol en su segundo partido con el equipo violeta ante el Farul Constanţa.

### Dinamo Bucureşti
Tras dos temporadas con el Poli Timişoara, Torje firmó con uno de los grandes clubes de Rumania, el Dinamo Bucureşti, el 15 de enero de 2008 durante el mercado invernal, tras pagar el equipo capitalino 2,7 millones de euros por su fichaje al Poli. Tasado en algo más de cinco millones de euros, el internacional rumano ha sido seguido por varios clubes europeos como el S.S. Lazio, Borussia Dortmund, Hamburgo SV, VfL Wolfsburgo, Bayern de Múnich y Real Madrid.

### Udinese Calcio
El 30 de agosto de 2011 Torje firmó un contrato de cinco temporadas con el club italiano del Udinese para cubrir la baja del extremo chileno Alexis Sánchez. La cantidad final del traspaso no fue revelada.

### Granada C. F.
Un año después, en  verano del 2012, Torje sería cedido al Granada C. F. El presidente del club, Quique Pina, aseguró que Gabriel era “una joya dentro del fútbol y al que hay que agradecer que nos haya dado el sí". Finalmente, acabó la temporada con un total de 35 partidos jugados y 3 goles.

### R. C. D. Espanyol
La temporada 2013/2014 pasó a jugar cedido en el R. C. D. Espanyol donde no conseguiría marcar ningún gol.

### Konyaspor
Terminada su cesión en el club español, regresaría al Udinese para ser cedido al Konyaspor turco. En la temporada 2014/2015 logró en la Superliga de Turquía buenas actuaciones, marcando un total de 5 goles.

### Ankaraspor
En la temporada 2015/2016, volvería a ser cedido a un equipo de la primera división turca, el Ankaraspor(antiguo Osmanlispor). El jugador rumano acabaría la temporada con 3 goles y 1 asistencia.

### Ajmat Grozni
Finalizada su cesión, el Udinese acabaría traspasándolo al Ajmat Grozni (antiguo Terek Grozni) de la primera división rusa por valor de 1 millón de euros. Solo disputó 11 partidos, logrando 1 única asistencia.

### Karabükspor
En la temporada 2017/2018 fue cedido al Karabükspor turco. Jugó un total de 18 partidos y marcó 4 goles.

## Selección nacional
Fue internacional absoluto con Rumanía, y además de ser capitán de la selección de Rumania sub-21 y en septiembre de 2010. Hizo su debut con la selección absoluta tras ser convocado por Răzvan Lucescu para disputar un partido frente a Albania. En la siguiente temporada, la 2011/12, realizó una buena actuación con la absoluta, marcando un total de 4 goles y repartiendo 4 asistencias en nueve partidos.
Su último partido disputado con la selección fue el 14 de noviembre de 2017, en el que Rumanía perdió 0-3 ante Holanda.

## Estadísticas
| Club           | Temporada     | Liga | Liga  | Copa | Copa  | Europa | Europa | Otros | Otros | Total | Total |
| Club           | Temporada     | Part | Goles | Part | Goles | Part   | Goles  | Part  | Goles | Part  | Goles |
| -------------- | ------------- | ---- | ----- | ---- | ----- | ------ | ------ | ----- | ----- | ----- | ----- |
| Poli Timişoara | 2005–06       | 5    | 1     | 0    | 0     | 0      | 0      | 0     | 0     | 5     | 1     |
| Poli Timişoara | 2006–07       | 15   | 0     | 3    | 0     | 0      | 0      | 0     | 0     | 18    | 0     |
| Poli Timişoara | 2007–08       | 17   | 1     | 1    | 0     | 0      | 0      | 0     | 0     | 18    | 1     |
| Poli Timişoara | Total         | 37   | 2     | 4    | 0     | 0      | 0      | 0     | 0     | 41    | 2     |
| Dinamo         | 2007–08       | 15   | 1     | 1    | 0     | 0      | 0      | 0     | 0     | 16    | 1     |
| Dinamo         | 2008–09       | 30   | 3     | 3    | 0     | 2      | 0      | 0     | 0     | 35    | 3     |
| Dinamo         | 2009–10       | 29   | 3     | 3    | 0     | 8      | 0      | 0     | 0     | 40    | 3     |
| Dinamo         | 2010–11       | 22   | 7     | 3    | 0     | 4      | 1      | 0     | 0     | 29    | 8     |
| Dinamo         | Total         | 96   | 14    | 10   | 0     | 14     | 1      | 0     | 0     | 120   | 15    |
| Udinese        | 2011–12       | 21   | 2     | 1    | 0     | 4      | 1      | 8     | 2     | 34    | 5     |
| Udinese        | Total         | 21   | 2     | 1    | 0     | 4      | 1      | 0     | 0     | 8     | 2     |
| Udinese        | Total carrera | 167  | 18    | 15   | 0     | 18     | 2      | 0     | 0     | 196   | 22    |

Actualizado a 14 de junio de 2012